# Alejandro González Iñárritu
Alejandro González Iñárritu, (Mexico City 15. kolovoza 1963.), meksički je filmski redatelj, scenarist i filmski producent. Živi u Los Angelesu.
2006. Alejandro Iñárritu je nagrađen za najbolju režiju (Prix de la mise en scène) za film Babel na filmskom festival u Cannesu.
Alejandro Iñárritu nominiran je 2006. za Oscara u kategoriji za najbolju režiju i bio je prvi meksički redatelj koji je nominiran za tu nagradu. 2010. je njegov film Biutiful nominiran za Oscara za najbolji strani film kao i za Oscara za najboljeg glavnog glumca.
González Iñárritu često u svojim filmovima surađuje sa scenaristom Guillermom Arriagom.

## Filmografija
- Pasja ljubav (2000.)
- The Hire: Powder Keg (2001.)
- 11'9"01  (2002.)
- 21 gram (2003.)
- Paris, je t'aime (2005.)
- Babel (2006)
- Biutiful (2010.)
- Birdman (2014.)
- Povratnik (2015.)

## Vanjske poveznice
- Alejandro González Iñárritu u internetskoj bazi filmova IMDb-u (engl.)